# Bijoy Prasad Singh Roy
Bijoy Prasad Singh Roy (* 1894 in Kalkutta; † 24. November 1961 ebenda) war ein indischer Politiker und Vetter sowie Privatsekretär des Maharadscha von Benares, Aditya Narayan Singh.

## Leben
Singh Roy studierte an der Hindu School und der Presidency University in Kalkutta, wurde Bachelor und Master of Laws des Law College Kalkutta sowie später Jurist am Calcutta High Court.

### Politische Karriere
Im Jahr 1921 wurde er in den Bengal Legislative Council in Britisch-Indien gewählt und war im Jahr 1930 Minister für lokale Eigenregierung. Am 1. April 1932 brachte er einen Gesetzentwurf zur Gemeindeordnung ein. Singh Roy war Sheriff von Kalkutta und von 1937 bis 1941 im Kabinett von A. K. Fazlul Huq für das Finanzministerium in Bengalen verantwortlich. Von 1943 bis 1947 war er Vorsitzender der Bengal Legislative Assembly.
1947 war er Vorsitzender des Calcutta Club. Nach dem ersten indisch-pakistanischen Krieg hielt er am 6. Juli 1950 eine Ansprache zu einer indisch-pakistanische Vereinbarung im All India Radio.
Von 1958 bis 1959 war Singh Roy Vorsitzender der Federation of Indian Chambers of Commerce and Industry (FICCI).

## Ämter
Sir Bijoy Prasad Singh Roy war Präsident der:
- Basanti Cotton Mills Ltd.
- Insulated Cable Company of India Limited.
- Bengal Provincial Railway

sowie Direktor der:
- Imperial Bank of India
- Alkali Chemical Corporation Ltd.
- Lionel Edwards Ltd.
- Belvedere Jute Mills Ltd.
- Budge Budge Jute Mills Ltd.
- Hindustan Development Corp. Ltd.
- British-India Steam Navigation Company
- Birkmyre Bros.
- Duncan Bros. Ltd.